# دیپی وفرین
دیپی وفرین (به انگلیسی: Dipivefrine)
رده درمانی: سمپاتو میمیتیک
اشکال دارویی: قطره چشمی 

## موارد مصرف
دیپی وفرین برای درمان آب سیاه چشم (گلوکوم زاویه باز) استفاده می‌شود.

## مکانیسم اثر
دیپی وفرین باعث کاهش ترشح زلالیه، انقباض عروقی و کاهش فشار اتاق قدامی چشم می گردد. دیپی وفرین یک پیش دارو است و در قرنیه به اپی نفرین تبدیل می‌شود.

## عوارض جانبی
سوزش چشم، تاری دید، سرگیجه، پرخونی چشم.